# Григишское староство
Григишское староство (лит. Grigiškių seniūnija) — староство города Вильнюс, находится на западе города в месте слияния рек Воке и Вилия. Граничит с Паняряйским староством.

## История
19 марта 2000 года Григишское староство было передано Вильнюсскому городскому самоуправлению (до этого оно принадлежало Тракайскому району).

## Населённые пункты
На данный момент Григишское староство состоит из четырех населённых пунктов, город Григишкес и три деревни: Салос, Неравай и Кадришкес.
| Населённый пункт | Статус  | Численность населения |
| ---------------- | ------- | --------------------- |
| Григишки         | Город   | 10867                 |
| Салос            | Деревня | 321                   |
| Неравы           | Деревня | 37                    |
| Кадришки         | Деревня | 0                     |